# .com
.com is een generiek topleveldomein gebruikt bij het Internet Domain Name System. Het was een van de eerste TLD's en is uitgegroeid tot de meest gebruikte. Het wordt momenteel onderhouden door Verisign. Het eerste .com internetadres werd geregistreerd op 15 maart 1985 door Symbolics, een computerbedrijf uit Cambridge. Het wordt uitgesproken als dot-com en is zo in de Engelse taal gekomen. Dit wordt ook met andere TLD's gedaan zoals "dot-net' (.net), "dot-info" (.info), enzovoorts. Ze zijn niet zo populair geworden om in de taal te komen als .com, maar worden wel vaak zo uitgesproken in radiocommercials bijvoorbeeld. Topleveldomeinen die geen uitspreekbare woorden vormen, waaronder de meeste landcodes als bijvoorbeeld .uk, .ca, of .au, alsmede "dot-ee-dee-joe" (.edu) worden doorgaans gewoon gespeld.
De naam .com is afgeleid van 'commercial' en oorspronkelijk was dit TLD bedoeld voor domeinen die werden geregistreerd door commerciële organisaties (bedrijven). Maar dit onderscheid ging later verloren toen de TLD's .com, .org en .net werden vrijgegeven voor registratie door iedereen die belangstelling had. De introductie van .biz, dat voor bedrijven is gemaakt, heeft weinig impact gehad op de populariteit van .com.
De registry-operator voor .com was oorspronkelijk het Amerikaanse Ministerie van Defensie, maar de huidige operator is Verisign. Wel is nog altijd de Amerikaanse wetgeving van toepassing op dit topleveldomein. Registraties in .com worden verwerkt door registrars die door ICANN zijn geaccrediteerd. Ook geïnternationaliseerde domeinnamen zijn mogelijk.
Toen het Domain Name System in januari 1985 werd geïmplementeerd, was .com een van de oorspronkelijke topleveldomeinen. (De andere waren .edu, .gov, .mil, .net, .org en .arpa.) Inmiddels is .com uitgegroeid tot veruit het grootste topleveldomein.
Een alternatief gebruik van de frase dot-com is dat bedrijven het gebruiken in hun naam. Voorbeelden zijn Amazon.com, eBay en Google. Er zijn ook bedrijven, en vooral organisaties die de extensie .org achter hun naam zetten zoals OpenOffice.org, maar dit is nooit zo populair geworden als .com.
Iedereen kan een .com-domein registreren, maar ook landen (uitgezonderd de Verenigde Staten die domeinen gebruikt als .edu, .gov en .mil) gebruiken tweede-level-domeinen voor hun landcode-TLD. Deze hebben vaak de vorm van .com.xx of .co.xx, waarbij xx het landcode-TLD is. Voorbeelden zijn Australië (.com.au), het Verenigd Koninkrijk (.co.uk), Mexico (.com.mx), Nieuw-Zeeland (.co.nz), de Volksrepubliek China (.com.cn), Japan (.co.jp), Zuid-Korea (.co.kr), Polen (com.pl) en India (.co.in).

## Geschiedenis
Oorspronkelijk werd .com beheerd door het Amerikaanse Ministerie van Defensie, maar het beheer van de afzonderlijke domeinen werd uitbesteed aan SRI International. SRI richtte DDN-NIC op (ook bekend als SRI-NIC of kortweg NIC, een afkorting voor Network Information Center), dat toegankelijk was via de domeinnaam nic.ddn.mil. Op 1 oktober 1991 werd een operatorcontract afgesloten met Government Systems Inc. (GSI), dat het beheer uitbesteedde aan Network Solutions Inc. (NSI).
Op 1 januari 1993 nam de National Science Foundation (NSF) de verantwoordelijkheid voor het onderhoud over, omdat .com voornamelijk werd gebruikt voor niet-militaire toepassingen. De NSF huurde Network Solutions (NSI) in voor de operatorwerkzaamheden. In 1995 gaf de NSF voor het eerst aan NSI toestemming om geregistreerden een jaarlijkse vergoeding in rekening te brengen. Oorspronkelijk was deze vergoeding $ 50 per jaar, waarvan $ 35 naar NSI ging en $ 15 bestemd was voor een overheidsfonds. Nieuwe geregistreerden moesten voor de eerste twee jaar vooruitbetalen, zodat de registratiekosten voor een nieuw domein $ 100 bedroegen. In 1997 werd het Amerikaanse Ministerie van Handel verantwoordelijk voor alle generieke TLD's. Sinds de overname van Network Solutions door Verisign, is Verisign de registry-operator van .com. Later heeft Verisign de detailhandelsactiviteiten van Network Solutions ondergebracht in een apart bedrijf, dat nog altijd als registrator optreedt. De gebruikelijke (Engelse) uitspraak van .com, 'dot-com', is inmiddels in vele talen een begrip.
Hoewel .com-domeinnamen oorspronkelijk alleen bedoeld waren voor commerciële bedrijven (er waren aparte topleveldomeinen voor bijvoorbeeld overheidsinstanties en educatieve instellingen), gelden er sinds het midden van de jaren 1990 geen beperkingen meer voor organisaties of personen die een .com-domein willen registreren. Toen het internet steeds populairder en commerciëler werd, werden de .com-domeinnamen voor iedereen opengesteld. Al snel werd .com het meest gebruikte TLD voor websites, e-mailservers en netwerkbedrijven. Veel bedrijven die tussen 1997 en 2001 (de zogeheten internetzeepbel of dot-com bubble) een hevige bloeiperiode doormaakten, verwerkten '.com' in hun bedrijfsnamen. Deze bedrijven stonden bekend als dot-com-bedrijven of dot-coms. Toen in 2001 het nieuwe topleveldomein .biz werd geïntroduceerd, dat alleen bedoeld is voor bedrijven, had dit geen effect op de populariteit van .com.
Hoewel bedrijven overal ter wereld .com-domeinen kunnen registreren, kennen veel landen een secondleveldomein met een vergelijkbare functie onder hun eigen landelijke topleveldomein (ccTLD). Deze secondleveldomeinen hebben meestal de vorm .com.xx of .co.xx, waarbij xx staat voor het landelijke topleveldomein. Enkele voorbeelden zijn Australië (com.au), Sri Lanka (com.lk), Griekenland (com.gr), Mexico (com.mx), Zuid-Korea (co.kr), India (co.in), Indonesië (co.id), China (com.cn), Japan (co.jp) en het Verenigd Koninkrijk (co.uk).
Ook veel niet-commerciële websites en netwerken gebruiken .com-namen, omdat ze willen profiteren van de grotere herkenbaarheid van deze domeinen. Volgens de statistieken over de aantallen registraties is de populariteit van .com in de loop van de tijd aan veranderingen onderhevig.
In december 2011 meldde Verisign dat er circa 100 miljoen .com-domeinen waren geregistreerd. In maart 2009 waren er voor dit topleveldomein 926 geaccrediteerde registrators actief.